# Le Salaire du diable
Pour plus de détails, voir Fiche technique et Distribution.
Le Salaire du diable (titre original : Man in the Shadow) est un thriller américain de Jack Arnold sorti en 1957.

## Synopsis
Ben Sadler est le shérif d'une petite ville d’Amérique, perdu au milieu de prairies s’étendant à des miles à la ronde et appartenant à Virgil Renchler, le patron du Golden Empire, ranch florissant faisant travailler près de 500 immigrants clandestins mexicains.
Un soir le contremaitre de Renchler, nommé Ed Yates, et son second, Chet Huneker, viennent chercher Juan Martin, un ranchero, dans un baraquement d’immigrés et l’emmènent pour lui donner une leçon. Comme il se défend, Yates s’empare d’un manche de pioche et lui défonce le crâne.
Juan Cisneros, un ranchero caché dans l’ombre, a tout vu. Juan était son ami. Il le considérait même comme son fils. Il s’enfuit, et le lendemain, il file à la police. Ben Sadler l’écoute et c’est le début de l'aventure.

## Fiche technique
- Titre : Le Salaire du diable
- Titre original : Man in the Shadow
- Réalisation : Jack Arnold
- Scénario : Gene L. Coon
- Décors : John P. Austin, Russell A. Gausman
- Costumes : Bill Thomas
- Directeur de la photographie : Arthur E. Arling
- Montage : Edward Curtiss
- Musique : Hans J. Salter, Herman Stein
- Production : Albert Zugsmith
- Société de production : Universal International Pictures
- Pays d'origine : États-Unis
- Langue : anglais
- Format : Noir et blanc - 2.35 : 1 - Mono - 35 mm
- Genre : Thriller
- Durée : 80 minutes
- Date de sortie : 1957

## Distribution
- Jeff Chandler (VF : René Arrieu) : Ben Sadler
- Orson Welles (VF : Jean Davy) : Virgil Renchler
- Colleen Miller (VF : Sophie Leclair) : Skippy Renchler
- Ben Alexander (VF : Robert Dalban) : Bob Begley
- Barbara Lawrence : Helen Sadler
- John Larch (VF : Raymond Loyer) : Eddy Yates
- James Gleason : Hank James
- Royal Dano : Aiken Clay
- Paul Fix (VF : Maurice Dorléac) : Hervé Parker
- Leo Gordon (VF : Jean Violette) : Chet Huneker
- Martin Garralaga (VF : Jean-Henri Chambois) : Jesus Cisneros
- Mario Siletti (VF : Fernand Rauzena) : Tony Santoro, le barbier
- Charles Horvath : Len Bookman
- William Schallert : Jim Shaney
- Joseph J. Greene (VF : Raymond Rognoni) : Harry Youngquist
- Forrest Lewis : Jake Kelley
- Harry Harvey (VF : René Blancard) : Dr Creighton
- Joe Schneider : Juan Martin
- Mort Mills : portier du ranch
- Fred Graham (non crédité) : garde du ranch

## Voix françaises
- Fernand Rauzena (Mario Siletti)
- Jean Davy (Orson Welles)
- Jean Violette ( Leo Gordon)
- Jean-Henri Chambois (Martin Garralaga)
- Maurice Dorleac (  Paul Fix)
- Raymond Loyer  (John Larch)
- Raymond Rognoni(Joseph J.Greene)
- Rene Arrieu ( Jeff Chandler)
- René Blancard (Harry Harvey)
- Robert Dalban  (Ben Alexander)
- Sophie Leclair(Colleen Miller)